# Народный писатель Республики Башкортостан
Народный писатель Башкортостана (баш. Башҡортостандың халыҡ шағиры) — почётное звание Республики Башкортостан.

## История
22 октября 1939 года был утверждён Указ Президиума Верховного Совета Башкирской АССР «Об установлении почётного звания "Народный писатель Башкирской АССР"».
18 апреля 1996 года Указом Президента Республики Башкортостан было утверждено «Положение о почётном звании "Народный поэт Республики Башкортостан"». Согласно указу, почётное звание присваивается «выдающимся писателям, имеющим особые заслуги в развитии башкирской литературы, создавшим пользующиеся большой популярностью в народе глубокоидейные и высокохудожественные произведения, ведущим активную общественно-политическую деятельность».

## Основания награждения
Звание присваивается Президентом Республики Башкортостан, после рассмотрения им представления к присвоению почётного звания «Народный писатель Республики Башкортостан» и наградного листа установленного образца.
Лицам, удостоенным почётного звания, вручаются Грамота Республики Башкортостан о присвоении почётного звания и нагрудный знак «Народный писатель Республики Башкортостан», который носится на правой стороне груди.

## Список обладателей почётного звания

### «Народный писатель Башкирской АССР»
- Зайнаб Абдулловна Биишева (1990)

### «Народный писатель Республики Башкортостан»
- Нугуман Сулейманович Мусин (2001)
- Ахияр Хасанович Хакимов (2001)
- Нажиб Асанбаев (2006)
- Хусаинов, Гайса Батыргареевич (2008)
- Анатолий (Талха) Юмабаевич Генатуллин (2011)
- Суфиян Поварисов (2011)
- Флорид Буляков (2013)
- Азат Абдуллин (2014)
- Тансулпан Гарипова (2018)[2]
- Марсель Салимов (2021)
- Михаил Чванов (2021)
- Флюр Галимов (2022)
- Камиль Зиганшин (2022)
- Амир Аминев (2022)
- Ринат Камал (2022)